# Petschenihy-Stausee
Der Petschenihy-Stausee (ukrainisch Печенізьке водосховище; russisch Печенежское водохранилище) ist ein Stausee am Siwerskyj Donez im Osten der Ukraine.
Der Petschenihy-Stausee liegt in der Oblast Charkiw 55 km östlich der Stadt Charkiw. Der 1962 errichtete Staudamm liegt im Rajon Tschuhujiw bei der Siedlung städtischen Typs Petschenihy, die auch dem Stausee seinen Namen gab.
Er bedeckt eine Fläche von 86,2 km² und umfasst 383 Millionen m³ Wasser. Die Länge beträgt 75 km bei einer durchschnittlichen Breite von 1,34 km und einer maximalen Breite von 4 km. 
Die Länge der Küstenlinie beträgt 146 km und die durchschnittliche Tiefe 4,44 m. Am tiefsten Punkt hat das Gewässer eine Tiefe von 14 m. Die Länge des Damms liegt bei 1083 m.
Der Bau des Staudamms fand in den Jahren 1958–1962 statt. Im August 1962 begann die Füllung des Sees, die 1964 abgeschlossen wurde. Er dient der Trinkwasserversorgung der Millionenstadt Charkiw und als Naherholungsgebiet.
| Staudamm |

| Charkiw |

| Petschenihy |